# Беркова Ніна Матвіївна
Беркова Ніна Матвіївна (рос. Беркова Нина Матвеевна; 14 лютого 1925, Москва — 18 березня 2003, Москва) — російська письменниця, прозаїк.
Роки війни провела в Тбілісі в евакуації.
Член КПРС (1952). Закінчила істфак МДУ (1952).
Член Спілки письменників СРСР (1976).
Працювала у видавництві «Детская литература», де, зокрема, на початку 60-х років доклала зусилля до «добивалась» публікацій творів Стругацьких та інших фантастів. В апараті СП СРСР стала одним з ініціаторів проведення щорічних Всесоюзних семінарів молодих письменників-фантастів у підмосковній Малєєвці і Дубултах.
Під псевдонімом "Н. Матвєєв "вона також випустила кілька детективних творів.
Лауреат премії ім. І. Єфремова (2000) «за внесок у розвиток фантастики і її пропаганду».
У 2003 році отримала грошову премію фестивалю «Роскон-2003» (як ветеран фантастики)
Померла в Москві в ніч з 17 на 18 березня 2004 року після важкої і тривалої хвороби.

## Твори

### Книги
- 1962 — Куди ведуть сліди легенди?: Захоплююча подорож по Вірменії (рос. Куда ведут следы легенды?: Увлекательное путешествие по Армении)
- 1967 — Так поступають спортсмени (рос. Так поступают спортсмены)
- 1979 — Принцеса науки (рос. Принцесса науки)
- 1983 — Борис Манжеллі (рос. Борис Манжелли)

## Укладачка збірок
- 1962 — Розповіді про сильних і відважних (рос. Рассказы о сильных и отважных)
- 1963 — Пригоди в горах (рос. Приключения в горах)
- 1963 — Переможені вершини (рос. Побежденные вершины)
- 1964 — Зірки над перевалом (рос. Звезды над перевалом)
- 1966 — Фантастика, 1966. Вип.2 (рос. Фантастика, 1966. Вып.2)
- 1967 — Планета ФІС (рос. Планета ФИС)
- 1981 — Гість з країни фантастики (рос. Гость из страны фантастики)
- 1981 — Збірник наукової фантастики. Вип.24 (рос. Сборник научной фантастики. Вып.24)
- 1985 — Оріон (рос. Орион)
- 1988 — Оріон (рос. Орион)
- 1988 — Пригоди — 1988 (рос. Приключения – 1988)
- 1989 — Операція «Дипломат» (рос. Операция «Дипломат»)
- 1990 — Збірник наукової фантастики. Вип.33 (рос. Сборник научной фантастики. Вып.33)
- 1990 — Гея (рос. Гея)
- 1994 — Передсмертний поцілунок (рос. Предсмертный поцелуй)